# Brouwerij Breugem
Brouwerij Breugem of Breugem Bier is een speciaalbiermerk met eigen brouwerij die is gevestigd in de Amsterdamse wijk de Houthavens. Brouwerij Breugem is lid van CRAFT.

## Geschiedenis
De brouwerij is begonnen als stichting Breugems Brouwerij, en werd opgericht in 2009 door Patrick Breugem en Court-Jan van Beek. Hun voornemen was om een "sociale brouwerij" te openen, waarbij mensen met een arbeidsbeperking aan werk werden geholpen. Beiden hadden eerder in coma gelegen en aan den lijve ondervonden hoe moeilijk het is daarna te integreren op de arbeidsmarkt. In 2010 werd de brouwinstallatie geplaatst op de Dam in Zaandam. In 2013 ging de brouwerij failliet. Na een doorstart in datzelfde jaar ging de brouwerij verder als brouwerijhuurder onder de naam Brouwerij Breugem. Begin 2023 is de brouwerij met proeflokaal die in 2017 in de Amsterdamse Houthavens geopend werd door Brouwerij De Prael opgegaan in Brouwerij Breugem.

## Brouwen
Brouwerij Breugem brouwt haar bieren in eigen brouwerij in de Amsterdamse Houthavens, maar besteed een deel van de productie uit aan brouwerij Jopen in Haarlem. In Amsterdam worden met name specials in kleine oplage gebrouwen, terwijl de grote volumes bij brouwerij Jopen worden gebrouwen.

### Sociaal en inclusief
Brouwerij Breugem werkt met mensen die moeilijk hun plek kunnen vinden op de arbeidsmarkt, door een lichamelijke of geestelijke beperking. De brouwerij spreekt zelf van "mensen met een makke". Door deze mensen een werkplek te bieden in de brouwerij of in het bijbehorende proeflokaal vervult Breugem een sociale functie.

### Prijzen
Door de jaren heen heeft Breugem veel prijzen gewonnen met haar bieren. Met name de tripel "High Five" viel veelvuldig in de prijzen.